# Saison 2025-2026 du Jazz de l'Utah
La saison 2025-2026 du Jazz de l'Utah est la 52e saison de la franchise en National Basketball Association (NBA) et la 47e saison dans la ville de Salt Lake City.

## Draft
| Tour | Choix | Joueur     | Poste | Nationalité | Provenance                    |
| ---- | ----- | ---------- | ----- | ----------- | ----------------------------- |
| 1    | 5     | Ace Bailey | SF    | États-Unis  | Scarlet Knights de Rutgers    |
| 1    | 21    | Will Riley | SF    | Canada      | Fighting Illini de l'Illinois |
| 2    | 53    | John Tonje | SG    | États-Unis  | Badgers du Wisconsin          |

## Matchs

### Summer League
| Summer League Total: 4-4 |

| Match | Date match | Équipe        | Score     | Meilleur marqueur       | Meilleur rebondeur     | Meilleur passeur       | Lieux Spectateurs            | Série |
| ----- | ---------- | ------------- | --------- | ----------------------- | ---------------------- | ---------------------- | ---------------------------- | ----- |
| 1     | 5 juillet  | Philadelphie  | V 93-89   | Kyle Filipowski (22)    | Bailey, Sensabaugh (7) | Walter Clayton Jr. (6) | Jon M. Huntsman Center 9 196 | 1 - 0 |
| 2     | 7 juillet  | Memphis       | V 112-111 | Brice Sensabaugh (37)   | Kyle Filipowski (13)   | Walter Clayton Jr. (6) | Jon M. Huntsman Center 8 084 | 2 - 0 |
| 3     | 8 juillet  | Oklahoma City | V 86-82   | Walter Clayton Jr. (20) | Kyle Filipowski (15)   | Isaiah Collier (6)     | Jon M. Huntsman Center 7 748 | 3 - 0 |

| Match | Date match | Équipe       | Score        | Meilleur marqueur    | Meilleur rebondeur   | Meilleur passeur    | Lieux Spectateurs      | Série |
| ----- | ---------- | ------------ | ------------ | -------------------- | -------------------- | ------------------- | ---------------------- | ----- |
| 1     | 11 juillet | Charlotte    | D 105-111    | Kyle Filipowski (32) | Adama Sanogo (8)     | Isaiah Collier (9)  | Thomas & Mack Center 0 | 0 - 1 |
| 2     | 13 juillet | Golden State | D 93-103     | Cody Williams (22)   | Cody Williams (8)    | Trois joueurs (4)   | Thomas & Mack Center 0 | 0 - 2 |
| 3     | 14 juillet | San Antonio  | D 91-93 (OT) | Kyle Filipowski (35) | Kyle Filipowski (11) | Isaiah Collier (12) | Thomas & Mack Center 0 | 0 - 3 |
| 4     | 16 juillet | Washington   | V 86-76      | Cody Williams (23)   | Gainey, McGriff (10) | Elijah Harkless (6) | Thomas & Mack Center 0 | 1 - 3 |
| 5     | 18 juillet | Chicago      | D 92-105     | Cody Williams (26)   | Elijah Harkless (8)  | Max Abmas (8)       | Thomas & Mack Center 0 | 1 - 4 |

### Pré-saison
| Pré-saison Total: 0-0 (Domicile : 0-0; Extérieur : 0-0) |

### Saison régulière
| Saison régulière Total: 0-0 (Domicile : 0-0; Extérieur : 0-0) |